# Pampa Grande
Pampa Grande o Pampagrande es un sitio arqueológico situado en el valle de Lambayeque, en el norte de Perú. Está conformado por los restos de 18 pirámides o huacas, así como numerosas estructuras relacionadas. Se cree que fue la última capital de la cultura moche (Fase V, 600-750 d. C.).

## Ubicación
Se halla cerca al poblado de Pampa Grande, distrito de Chongoyape, provincia de Chiclayo, departamento de Lambayeque, en el valle del río Lambayeque o Chancay. Al este de la ciudad de Chiclayo.

## Estudios
Entre 1973 y 1975, el sitio fue excavado por un equipo de estudiantes y profesionales del proyecto arqueológico auspiciado por el Museo Real de Ontario, Canadá. Participaron en este proyecto Kent C. Day, Izumi Shimada, Melody Shimada, Andrew Ignatieff, Martha Anders, Hans Knapp, John Haas, Manuel Arboleda y Juan Cabanillas.
En tiempo reciente, el Ministerio de Cultura del Perú, a través del Museo de Sitio Huaca Rajada-Sipán, del Proyecto Especial Naylamp Lambayeque, continúa los trabajos de investigación. El director del proyecto es el arqueólogo peruano Luis Chero Zurita. Los trabajos se enfocan en un 10% del área total del complejo arqueológico.

## Historia
Hay indicios que remontan la historia de Pampa Grande a la época de la influencia cultural chavín. En 1925, una devastación originada por el aumento del caudal del río Chancay, derrumbó parte de una huaca, dejando al descubierto un fardo funerario adornado con 7 figurillas de jaguares de oro. Estos objetos fueron recogidos por un campesino y luego pasaron  a manos de coleccionistas de tesoros prehispánicos. Actualmente  son exhibidos en los museos de Virginia, Chicago, New York, Hamburgo, Munich y Montreal. En 1975, un equipo de investigadores clasificó dichos objetos como pertenecientes al estilo chavinoide, de hacia 1000 a. C. Es decir, similares al llamado “oro de Chongoyape”, las célebres piezas de orfebrería descubiertas en la localidad de dicho nombre, situada también en el valle de Lambayeque-Chancay.
De acuerdo a las últimas investigaciones, Pampa Grande fue un centro urbano que cobró impulso en el último periodo de la historia moche (600-750 d. C.).  Creció rápidamente, integrando varias comunidades asentadas en Zaña, Chancay, La Leche, Jayanca y Motupe. Según una hipótesis de trabajo propuesta por Luis Chero Zurita, se convirtió en el principal centro urbano de la costa norte debido a que hasta allí se trasladó la élite de Sipán.

## Descripción
El complejo arqueológico se extiende sobre un área de 450 hectáreas, en la base del Cerro de los Gentiles y frente a La Puntilla. Consta de 18 pirámides o huacas, dos de las cuales fueron las más importantes, asociadas a los canales Taymi y Collique (norte del río Lambayeque), lo que nos indica que ambas tenían una posición estratégica, relacionada con el control de las aguas y el acceso hacia y desde la sierra colindante.
Rodeando a las huacas se hallan unos recintos conectados por corredores angostos y asociados a patios o plazas. Esos recintos habrían sido dedicados a la producción artesanal y al almacenamiento.
El edificio mayor, llamado “La Capilla” o “La Fortaleza”,  está en un complejo rectangular de 650 por 400 m por lado. Tiene 6 niveles diferentes de altura, llegando a alcanzar 40 m, aunque los fenómenos de la naturaleza le han causado grandes derrumbes.
Sobre la base de la arquitectura del sitio y por la localización de cada una de sus estructuras, se ha podido determinar dos grandes sectores:
- El Piedemonte Norte, que abarca la zona monumental de residencias de elite y talleres del sitio. En el área monumental resalta la Huaca Fortaleza. Los talleres que se excavaron eran de producción de cerámica, metalurgia y textilería, así como procesamiento de spondylus y producción de chicha. Asimismo, se encontraron una serie de sistemas de almacenamiento.

- El Piedemonte Sur, formado por un número indeterminado de microcomplejos urbanos, separados cada uno del resto por muros perimétricos. Asociada a cada uno de estos complejos se encuentra una huaca rodeada de patios. Se han descubierto además artefactos de uso doméstico, principalmente ollas, pailas, cántaros, batanes y manos de moler. Shimada relacionó el estilo cerámico con el de la cultura Gallinazo, aunque investigaciones posteriores han determinado que se halla mezclado con los de estilo moche.

Pampa Grande debió albergar una población considerable, de diversa condición social y laboral, que se calcula en 15.000 habitantes.